# Le Spahi
Pour plus de détails, voir Fiche technique et Distribution.
Le Spahi (Beau Sabreur) est un film américain réalisé par John Waters, sorti en 1928.

## Synopsis
Les légionnaires Henri de Beaujolais, Raoul de Redon et Dufour ne rentrent pas à temps de permission à Alger et sont mis en prison. Henri y gagne le titre de "Beau Sabreur", que lui donne son oncle le Général de Beaujolais après qu'il a gagné un duel contre Becque, un traître. Le général envoie Henri dans le désert pour y apprendre les coutumes locales, puis à Zaguig, où il rencontre Mary Vanbrugh, une journaliste américaine. Becque, qui a appris qu'Henri doit rencontrer le Cheikh El Hammel pour discuter un traité, attaque Zaguig, mais Henri s'échappe avec Mary. Le cheikh accepte de signer le traité avec la France. Henri tue Becque en duel et avoue son amour à Mary.

## Fiche technique
- Titre original : Beau Sabreur
- Titre français : Le Spahi
- Réalisation : John Waters, assisté de Charles Barton
- Scénario : Thomas J. Geraghty (en), d'après le roman Beau Sabreur de Percival Christopher Wren
- Costumes : Travis Banton
- Photographie : Charles Edgar Schoenbaum
- Montage : Rose Loewinger
- Production : B. P. Schulberg
- Société de production : Paramount Famous Lasky Corporation
- Société de distribution : Paramount Pictures
- Pays d'origine :  États-Unis
- Langue originale : anglais
- Format : noir et blanc — 35 mm — 1,37:1 — Film muet
- Genre : film d'aventure
- Durée : 67 minutes
- Dates de sortie :  États-Unis : 7 janvier 1928

## Distribution
- Gary Cooper : Henri de Beaujolais
- Evelyn Brent : Mary Vanbrugh
- Noah Beery : Cheikh El Hammel
- William Powell : Becque
- Roscoe Karns : Buddy
- Mitchell Lewis : Suleman
- Arnold Kent : Raoul de Redon
- Raoul Paoli : Dufour
- Joan Standing : Maudie
- Frank Reicher : Général de Beaujolais
- Oscar Smith : Djikki